# Medizin der Renaissance

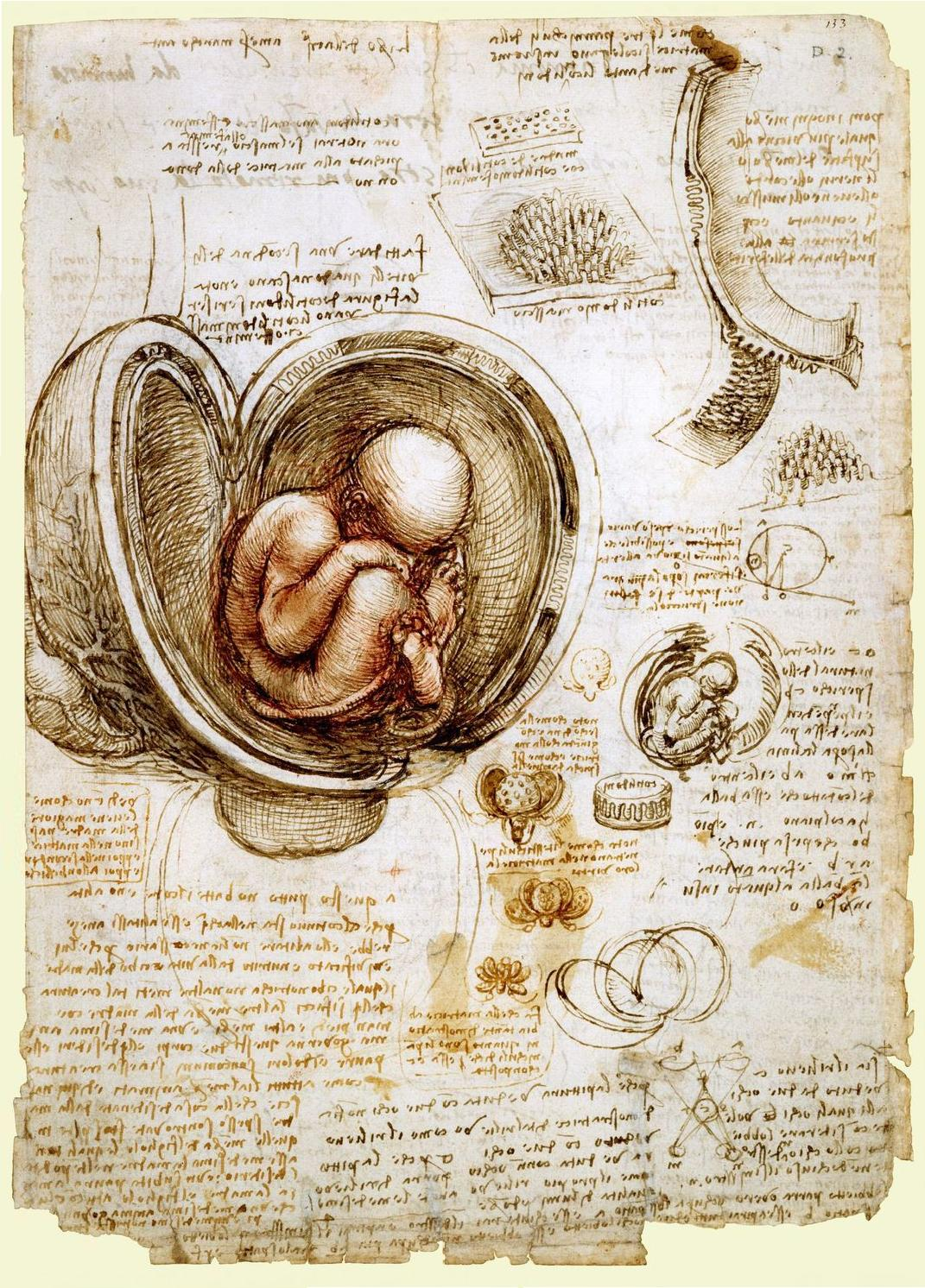
Studie des Fetus im Mutterleib, Leonardo da Vinci

Medizin der Renaissance (auch Renaissancemedizin) bezeichnet die weiterhin auf der Rezeption der antiken Medizin beruhende, jedoch stärker hinterfragende Heilkunde zwischen der mittelalterlichen Medizin (u. a. Klostermedizin) und der Medizin der Neuzeit von etwa 1450 bis 1600, als humanistische Medizin ausgehend von Italien in der Mitte des 14. Jahrhunderts und endend im späten 17. Jahrhundert mit dem Übergang des Späthumanismus in die Frühaufklärung.

## Renaissance und Medizin
Mit dem Aufkommen des Renaissance-Humanismus wurde der theologische Einfluss auf die Medizin schwächer. Der Humanismus als Bildungsbewegung forderte ein Studium der antiken Literatur und der alten Sprachen. Mit der Entwicklung der Druckpresse wurde wiedergefundenes antikes Wissen vielen Gebildeten leicht zugänglich. Humanisten wie Lorenzo Lorenzano (Professor von 1479 bis zu seinem Suizid 1502 in Pisa) orientierten sich eher an antiken Autoritäten (vor allem Hippokrates) als an arabischen oder arabisch beeinflussten (wie Galenos) bzw. arabisch publizierenden wie vor allem auch Avicenna, deren Dominanz an den Universitäten sie zu verdrängen suchten. Im 16. Jahrhundert wurde es (etwa 1558 an der Universität Jena oder 1582 an der Universität Würzburg) üblich, dass der examinierte Arzt in der Regel den Doktortitel als zum Beruf gehörendes Attribut erwarb. Lorenzano, Niccolo Leoniceno und Johann Winter von Andernach begründeten die neue philologische Methode.
Die Astrologie erlebte in der Zeit der Renaissance eine Blütezeit und damit wurde auch die Anwendung der Astrologie auf die Medizin wichtig genommen. Auch der Glaube an Hexen war selbst unter Gelehrten weit verbreitet.

## Botanik
Die Väter der Botanik (Otto Brunfels, Hieronymus Bock, Leonhard Fuchs) sowie Charles de l’Écluse, Caspar Bauhin und Andrea Cesalpino bearbeiteten, korrigierten und erweiterten das botanische Wissen der Antike und erneuerten die Nomenklatur. Brunfels, Bock und Fuchs lehnten die arabisch-lateinische Tradition griechischer Werke ab. Brunfels forderte zudem, dass die Composita aus maximal vier oder fünf möglichst einheimischen Einzelsubstanzen zusammengesetzt sein sollten. Auch medizinisch nicht genutzte Pflanzen kamen nun langsam in den Blickwinkel der Autoren.

## Anatomie

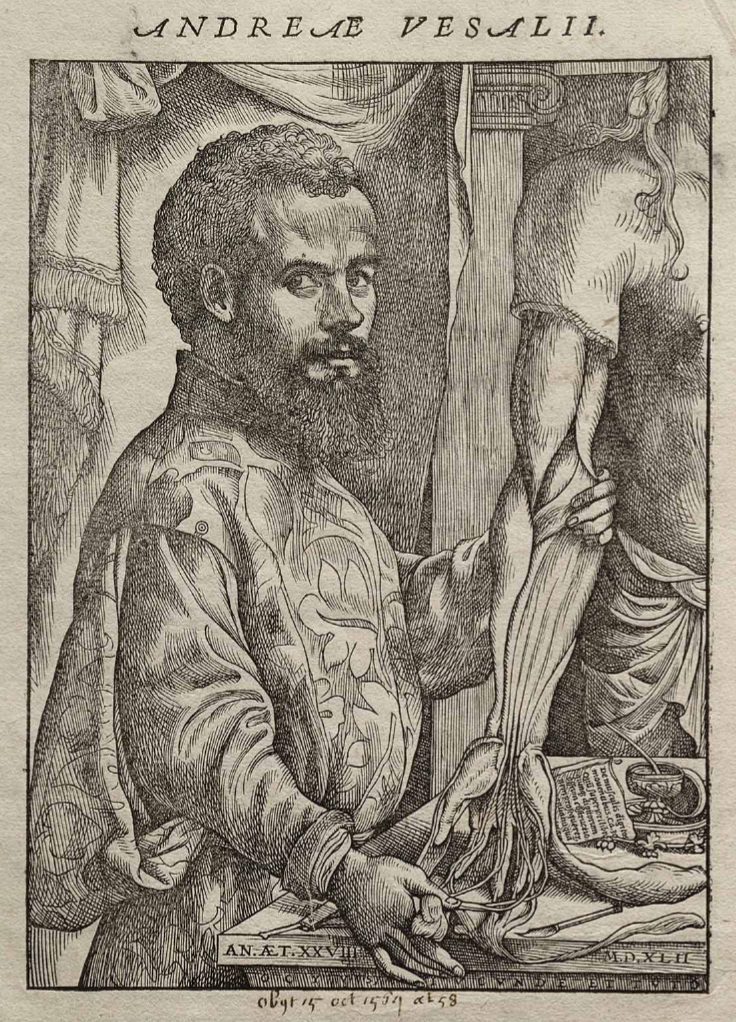
Andreas Vesalius (1543). Holzschnitt von Jan Stephan van Calcar aus De humani corporis fabrica, Basel 1543

Zunächst versuchte man, die bisherigen Erkenntnisse mit den Schriften Galens in Einklang zu bringen, erst danach maß man Galen mit den tatsächlichen Beobachtungen. Mondino dei Luzzi, ein Professor in Bologna, veröffentlichte sein Werk Anathomia, die erste moderne Arbeit zu diesem Thema. Leonardo da Vinci schuf eine Vielzahl anatomischer Zeichnungen in großer Detailtreue, die zum Teil auf selbst durchgeführten Sektionen basierten. Die anatomischen Zeichnungen da Vincis wurden später im Codex Windsor zusammengefasst; zu seinen Lebzeiten wurde jedoch keine seiner medizinischen Studien veröffentlicht.
Das Werk De Humani Corporis Fabrica des Autors Andreas Vesalius, entstanden 1543, war ein Meilenstein im Fortschritt der Medizin, da es weitgehend korrekt die Lage der Organe im Bauch, die Struktur des Gehirns, die Innervation der Muskeln und den Verlauf der Blutgefäße beschrieb. Gabriele Falloppio beschrieb das Innenohr, die Aufgaben der Knochen und Muskeln und die Sexualorgane. Bartolomeo Eustachi untersuchte den Kopf und die Nieren, beschrieb die Anatomie der Zähne und erkannte die Verbindung zwischen Rachen und Mittelohr.
1546 beschrieb Michael Servetus (1511–1553) dasselbe Phänomen wie Ibn an-Nafis, den Lungenkreislauf, was durch Realdo Colombo bewiesen wurde. Doch auch diese Ergebnisse wurden von der Allgemeinheit nicht anerkannt. Andrea Cesalpino, bekannt für seine botanischen Werke, beschrieb beide Kreisläufe des Herz-Kreislauf-Systems. Unglücklicherweise ging auch diese Arbeit verloren.

## Chirurgie
In Kriegen gemachte Erfahrungen bereicherten das Wissen der Chirurgen. Die meisten Verwundeten starben an Infektionen. Um die Wunden vor Entzündungen zu schützen, wurde heißes Öl verwendet. Der Chirurg und Barbier Ambroise Paré (1510–1590) war der erste, der Blutgefäße abband, um Amputationen komplikationsärmer durchführen zu können.
Seit dem 15. Jahrhundert (erstmals urkundlich erwähnt 1476) standen zumindest wohlhabenden Schichten funktionale, bewegliche Hand- und Armprothesen zur Verfügung, die Eisernen Hände.

## Innere Medizin
Grundsätzlich wurde am Konzept der Humoralpathologie festgehalten, jedoch kam erste Kritik auf. Jean François Fernel versuchte, die Klassifikation der Krankheiten zu erweitern und konzentrierte sich auf pathogenetische Aspekte.
Der in der Schweiz geborene medizinische Reformator Paracelsus, bezeichnet als „deutscher Philosoph und Arzt“, führte die Chymiatrie bzw. Iatrochemie ein und begründete damit die chemische Medizin, Girolamo Fracastoro führte in der Kontagienlehre Krankheiten auf Keime zurück.